# Christian Gajan
Pour les articles homonymes, voir Gajan.
Pas d'image ? Cliquez ici
Christian Gajan, né le 6 septembre 1957 à Toulouse, est un entraîneur français de rugby à XV qui a notamment entraîné le Stade toulousain, le Castres olympique, le Benetton Rugby Trévise et l'Aviron bayonnais.

## Biographie
Christian Gajan étudie d'abord au Lycée Lakanal de Sceaux puis au Lycée Pierre-de-Fermat de Toulouse et enfin au CREPS Toulouse.
Christian Gajan est membre de l'équipe d'entraîneurs du Stade toulousain jusqu'en 1993 et la victoire du club dans le challenge Yves du Manoir. Il rejoint alors le Stade Rodez Aveyron puis le Castres olympique qu'il entraîne pendant deux saisons de 1996 à 1998. Il part ensuite en Italie où il entraîne le Benetton Rugby Trévise (champion d'Italie) jusqu'en 2000 et son retour dans l'encadrement du Stade toulousain avec qui il remporte le championnat en 2001,. Il retourne entraîner le Castres olympique avec qui il remporte le challenge Sud Radio et le Bouclier européen en 2003. Il entraîne par la suite pendant deux saisons le club japonais Sanix Blues de Fukuoka avec l'ancien treiziste devenu préparateur physique -et spécialiste de la défense- Jean-Luc Albert comme adjoints, et où il recrute l'ancien n°8 toulousain Isitolo Maka.
De retour en Europe, il entraîne le club de Venise Mestre Rugby (y emmenant le jeune 3e ligne toulousain Jean-Francois Montauriol) tout en étant consultant auprès de l'équipe de République tchèque,. Il est nommé entraîneur de l'Aviron bayonnais en janvier 2010 en remplacement de Thierry Mentières et Jean-Philippe Coyola. Nommé manager en fin de saison, il recrute Thomas Lièvremont et Jean-Luc Albert comme adjoints. Christian Gajan et son staff sont remerciés en décembre 2011.
Sans club depuis 6 mois, sur recommandation du sélectionneur national de l'Italie de l'époque Jacques Brunel, Christian Gajan -qui parle couramment l'italien- est nommé en juillet 2012 directeur technique de la nouvelle franchise italienne des Zebres, entraînée par Alessandro Troncon et Vincenzo Troiani, basée à Parme. Il n'est pas reconduit dans ses fonctions en mai 2013.
Le 6 janvier 2014, il est nommé manager sportif du club de Carcassonne évoluant en Pro-D2 en succédant à Christian Labit. Alors que son contrat courait jusqu'en juin, il est démis de ses fonctions en mars 2016 à cause des résultats et du comportement décevants de son équipe. Il rejoint Cahors rugby pour la saison suivante.

## Palmarès
- Avec le Stade toulousain :
  - Vainqueur du Championnat de France en 2001
  - Vainqueur du Challenge Yves du Manoir en 1993
  - Finaliste du championnat de France en 1991
- Avec le Benetton Trévise
  - Vainqueur du Championnat d'Italie en 1999
- Avec le Castres olympique
  - Vainqueur du challenge Sud Radio en 2003
  - Vainqueur du Bouclier européen en 2003